# Like Wild!
Like Wild! è un album di Ray Anthony, pubblicato dalla Capitol Records nel 1960.

## Tracce
Lato A
1. Room 43 – 2:19 (Ken Jones) – Registrato il 18 agosto 1959 al Capitol Tower Studios di Hollywood, California
2. Fall Out – 2:12 (Henry Mancini) – Registrato il 23 gennaio 1959 al Capitol Tower Studios di Hollywood, California
3. Kukie Bird – 2:30 (Ray Anthony, Donald J. Simpson, Kirk Patrick) – Registrato l'11 maggio 1959 al Capitol Tower Studios di Hollywood, California
4. Dark Eyes – 2:30 (Tradizionale, arrangiamenti di Ray Anthony, Donald J. Simpson, Kirk Patrick) – Registrato il 3 giugno 1958 al Capitol Tower Studios di Hollywood, California
5. Peter Gunn – 1:54 (Henry Mancini) – Registrato il 4 agosto 1958 al Capitol Tower Studios di Hollywood, California
6. Wrong Number – 2:19 (Ray Anthony, Donald J. Simpson, Kirk Patrick) – Registrato il 18 agosto 1959 al Capitol Tower Studios di Hollywood, California

Durata totale: 13:44
Lato B
1. 707 – 2:08 (Ray Anthony, Donald J. Simpson) – Registrato il 2 marzo 1959 al Capitol Tower Studios di Hollywood, California
2. Swanee River – 3:00 (Tradizionale, arrangiamenti di Ray Anthony e Kirk Patrick) – Registrato il 3 giugno 1958 al Capitol Tower Studios di Hollywood, California
3. Fly Now, Play Later – 2:04 (Ray Anthony, Donald J. Simpson) – Registrato l'11 maggio 1959 al Capitol Tower Studios di Hollywood, California
4. Bunny Hop Rock – 1:48 (Ray Anthony, Leonard Auletti) – Registrato il 2 marzo 1959 al Capitol Tower Studios di Hollywood, California
5. Rock-Umba – 2:02 (Joe Weiss) – Registrato l'11 maggio 1959 al Capitol Tower Studios di Hollywood, California
6. Walkin' to Mother's – 2:16 (Henry Mancini) – Registrato il 23 gennaio 1959 al Capitol Tower Studios di Hollywood, California

Durata totale: 13:18

## Musicisti
Room 43 / Wrong Number
- Ray Anthony - tromba
- Altri musicisti partecipanti alla sessione sconosciuti
- Sconosciuto - arrangiamenti

Fall Out / Walkin' to Mother's
- Ray Anthony - tromba
- Altri musicisti partecipanti alla sessione sconosciuti
- Sconosciuto - arrangiamenti

Kukie Bird / Fly Now, Play Later / Rock-Umba
- Ray Anthony - tromba
- Altri musicisti partecipanti alla sessione sconosciuti
- Sconosciuto - arrangiamenti

Dark Eyes / Swanee River
- Ray Anthony - tromba
- Pete Candoli - tromba
- Conrad Gozzo - tromba
- Jack Holman - tromba
- Jack Laubach - tromba
- Milt Bernhart - trombone
- Abe Lincoln - trombone
- Lew McCreary - trombone
- Jimmy Priddy - trombone
- Gus Bivona - sassofono alto, clarinetto
- Med Flory - sassofono alto, clarinetto
- Georgie Auld - sassofono tenore
- Plas Johnson - sassofono tenore
- Leo Anthony - sassofono baritono
- Buddy Cole - pianoforte
- Bob Bain - chitarra
- Al Hendrickson - chitarra
- Don Simpson - contrabbasso
- Roy Martinez - batteria
- Sconosciuto - arrangiamenti

Peter Gunn
- Ray Anthony - tromba
- Pete Candoli - tromba
- Gene Duermeyer - tromba
- Conrad Gozzo - tromba
- Jack Laubach - tromba
- Frank Lane - trombone
- Dick Nash - trombone
- Lloyd Ulyate - trombone
- Ken Shroyer - trombone basso
- Gus Bivona - sassofono alto, clarinetto
- Willie Schwartz - sassofono alto, clarinetto
- Bob Hardaway - sassofono tenore
- Plas Johnson - sassofono tenore
- Med Flory - sassofono baritono
- Ann Mason Stockton - arpa
- Paul Smith - pianoforte
- Al Hendrickson - chitarra
- Don Simpson - contrabbasso
- Alvin Stoller - batteria
- Lou Singer - percussioni
- Sconosciuto - arrangiamenti

707 / Bunny Hop Rock
- Ray Anthony - tromba
- Altri musicisti partecipanti alla sessione sconosciuti
- Sconosciuto - arrangiamenti